# Flöte von Divje babe

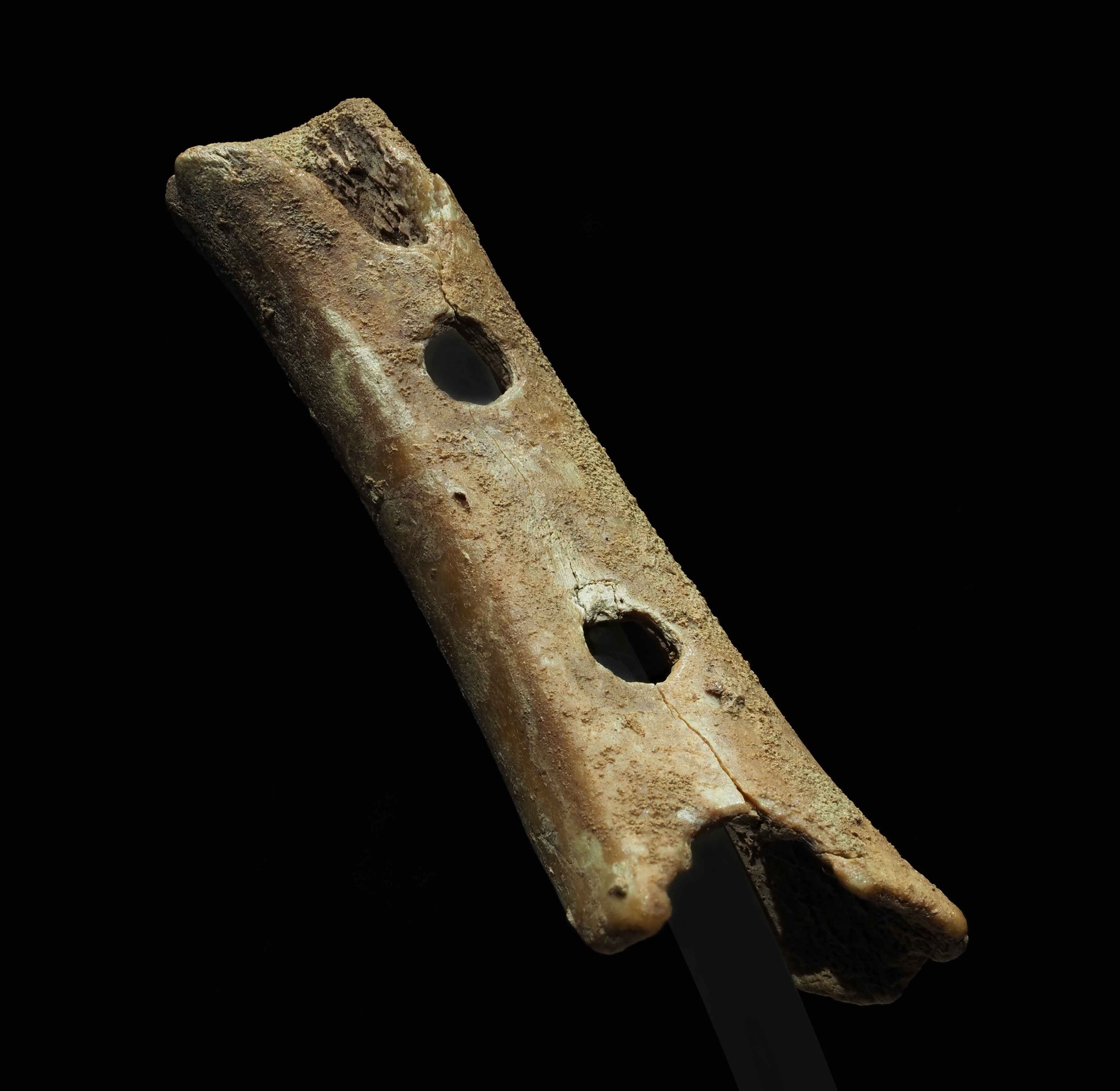
Flöte von Divje babe

Die Flöte von Divje babe (englisch Divje Babe flute) ist ein Bärenknochenfragment mit mehreren Löchern von vor etwa 50.000 Jahren. Es wurde 1995 in der Höhle Divje babe I in Slowenien gefunden. Einige Archäologen halten es für das älteste bekannte Musikinstrument.

## Beschreibung

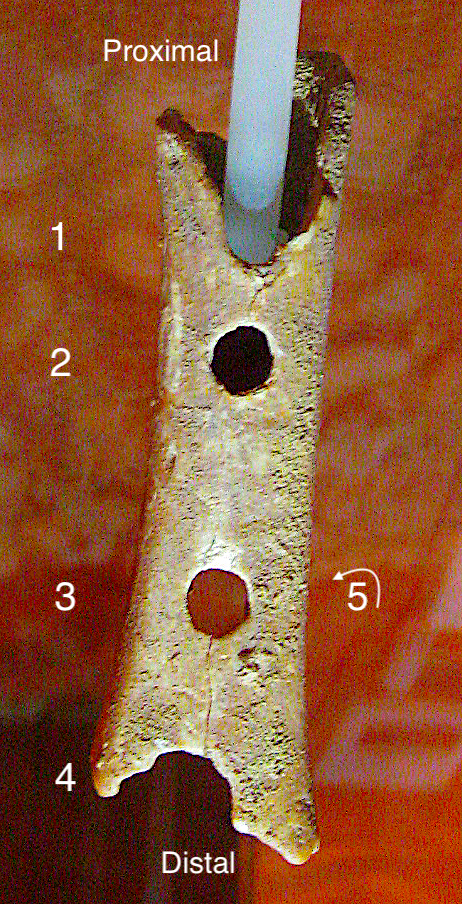
Löcher der Divje-Babe-Flöte

Das Fragment ist Teil eines Schienbeins eines ein bis zweijährigen jungen Bären. Es ist etwa 11,4 cm lang. Auf der Vorderseite sind zwei fast runde Löcher eingelassen, an den Außenseiten zwei weitere, von denen aber nur Teile erhalten sind. Alle Löcher liegen in regelmäßiger Anordnung in einer Reihe. Auf der Rückseite befindet sich ein weiteres Loch. Dies entspricht einer Einhandflöte für vier Finger und einen Daumen.
Die beiden Außenränder des Knochens sind durch späteren Tierbiss verkürzt worden.

## Forschungsgeschichte
1995 fanden Archäologen bei Untersuchungen in der Höhle Divje babe I im nördlichen Slowenien unter anderem einen fragmentierten Bärenknochen mit Löchern. Sie interpretierten ihn bald als eine Knochenflöte. Da die zeitliche Zuordnung in das Moustérien vor etwa 50.000 Jahren erfolgte, wäre diese das älteste bekannte Musikinstrument der Welt.
Dieses wurde von einigen westlichen Wissenschaftlern bestritten, die behaupteten, die Löcher seien durch Tierbisse entstanden. Diese hatten allerdings das Original zu dieser Zeit nicht gesehen und konnten auch keine experimentellen Untersuchungen vornehmen.
Der slowenische Entdecker Ivan Turk unternahm daraufhin mehrere Experimente, die die Möglichkeit von Tierbissen in dieser Form ausschließen sollten. Außerdem ließ er eine Rekonstruktion der Flöte anfertigen, diese zeigte einen erstaunlichen Tonumfang und Variationsbreiten.
Auch nach der Veröffentlichung seiner Forschungsergebnisse 2001 erschienen weitere Kritiken bis etwa 2015.
2020 veröffentlichten Ivan Turk und weitere Wissenschaftler noch einmal ihre neuesten Erkenntnisse. Danach erschienen keine ausführlicheren wissenschaftlichen Gegendarstellungen mehr dazu.
2023 wurde eine Kopie des Fragments bei einer Ausstellung zur slowenischen Frühgeschichte im Archäologischen Museum in Frankfurt am Main gezeigt.

## Kontroverse Fragen
Die hauptsächliche Frage war, ob die Löcher in dem Knochen durch künstliche Bearbeitung oder durch Tierbisse entstanden waren. Ivan Turk und weitere Wissenschaftler stellten verschiedene Untersuchungen an, bei denen sie eine regelmäßige Anordnung der Löcher feststellen konnten, die nur durch künstliche Bearbeitung möglich ist. Auch gab es in der Umgebung der Höhle in dieser Zeit keine Tiere, die Löcher von dieser Größe bewirken konnten.
Das eigentliche Problem war aber die zeitliche Zuordnung. Im Moustérien vor 50.000 Jahren lebten Neandertaler, die nach heutigem Kenntnisstand zu solch differenzierten Tätigkeiten nicht in der Lage waren. Da die slowenischen Wissenschaftler bisher auf dieser zeitlichen Zuordnung beharrten, ist diese Frage nicht gelöst.
Es geht dabei aber vor allem um die Frage, wo sich das älteste Musikinstrument der Welt befindet, in Slowenien oder in Baden-Württemberg (Schwanenknochenflöte).